# لاروكو
بلدية لاروكو (بالإسبانية: Laroco) هي بلدية تقع في مقاطعة أورينسي التابعة لمنطقة غاليسيا شمال غرب إسبانيا.

## الديموغرافيا
بلغ عدد سكان بلدية لاروكو 557 نسمة عام 2011 (وفقاً للمعهد الوطني للإحصاء الإسباني).
| 634 | 626 | 584 | 569 | 624 | 581 | 557 |